# Evangelische Kirche (Eichelsachsen)

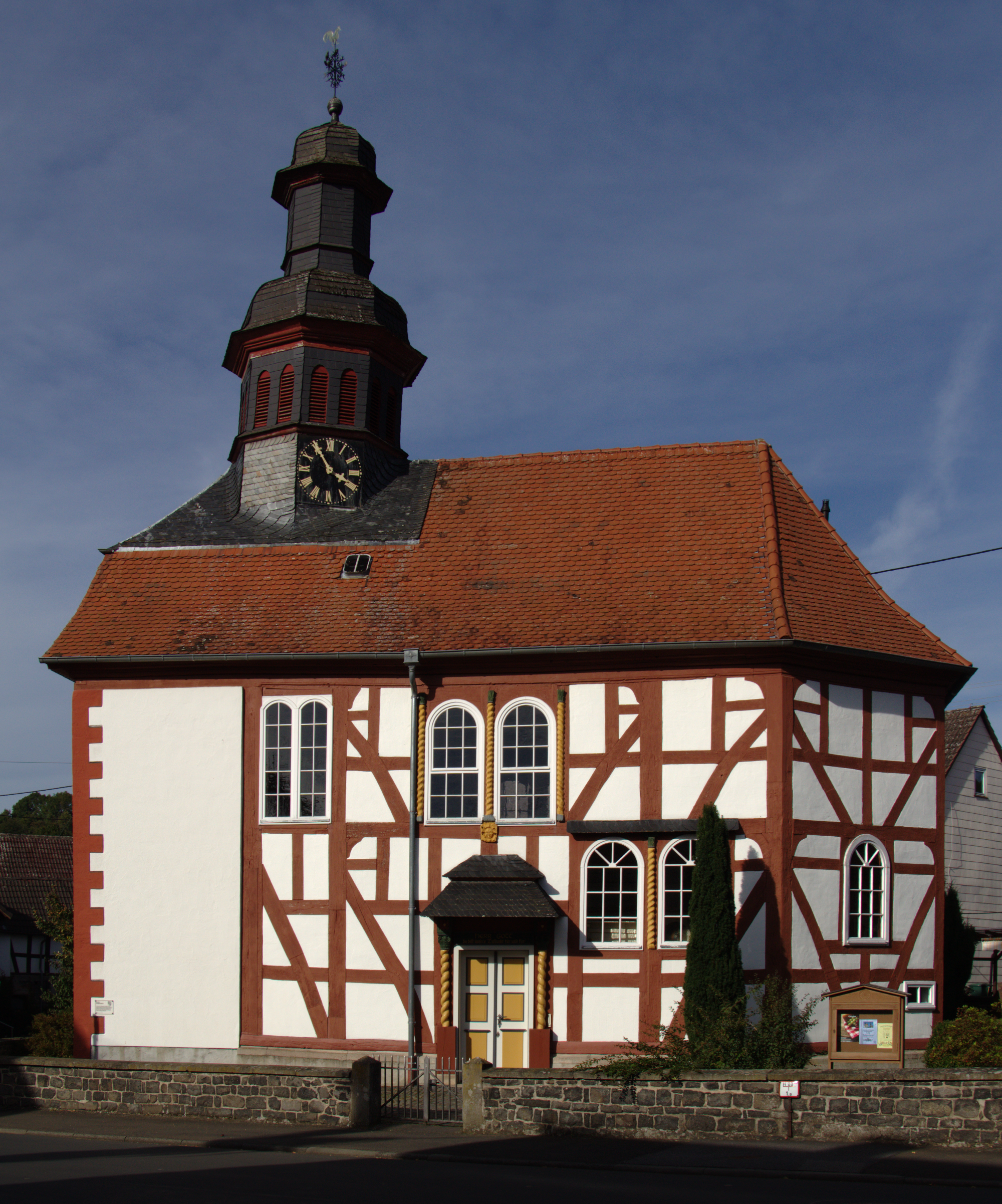
Evangelische Kirche Eichelsachsen

Die Evangelische Kirche Eichelsachsen ist ein denkmalgeschütztes Kirchengebäude in Eichelsachsen, einem Ortsteil der Gemeinde Schotten im Vogelsbergkreis (Hessen). Die Kirchengemeinde gehört zum  Dekanat Büdinger Land in der Propstei Oberhessen der Evangelischen Kirche in Hessen und Nassau.

## Beschreibung
Die Saalkirche wurde 1722/23 erbaut. Der westliche Teil des Kirchenschiffs ist aus verputztem Mauerwerk mit Ecksteinen, die übrigen Teile sind in Holzfachwerk. Der Chor im Osten hat einen dreiseitigen Abschluss. Aus dem Satteldach, das im Osten abgewalmt ist und im Westen einen  Krüppelwalm hat, erhebt sich ein achtseitiger Dachreiter, in den die Turmuhr eingebaut ist. Er ist mit einer glockenförmigen Haube bedeckt, auf der eine Laterne sitzt. Die Fenster und das Portal auf der Südseite sind mit gedrehten hölzernen Säulen verziert. 
Der Chorraum ist mit einem hölzernen Gewölbe überspannt, dessen Gewölbescheitel mit einem Pelikan bemalt ist. Die Brüstungen der Emporen sind bemalt. Am Chorbogen ist der Schlussstein mit einem Relief verziert. Die Orgel wurde 1872 von Johann Georg Förster gebaut.